# Bremer voetbalbond
De Bremer voetbalbond (Duits: Verband Bremer Fußball-Vereine) was een regionale voetbalbond uit de Noord-Duitse stad Bremen. 

## Geschiedenis
De bond werd op 1 april 1899 opgericht door de clubs Bremer FV, Bremer SC 1891, Verein SuS 1896 Bremen, FV Germania 1899 Bremen, ASC 1898 Bremen, SC Hansa 1898 Bremen en KSV Simson Bremen
In 1907 werd de bond opgeheven en ging deze op in de Noord-Duitse voetbalbond.

## Overzicht kampioenen
- Seizoen 1899/00:
  - 1. Klasse: Bremer SC 1891

- Seizoen 1900/01:
  - 1. Klasse: Bremer SC 1891 II

- Seizoen 1901/02:
  - 1. Klasse: Bremer SC 1891
  - 2. Klasse: FC Brema 1901

- Seizoen 1902/03:
  - A-Klasse: FV Werder 1899 Bremen
  - B-Klasse: FV Werder 1899 Bremen II
  - C-Klasse: FV Werder 1899 Bremen III

- Seizoen 1903/04:
  - A-Klasse: Bremer SC 1891
  - B-Klasse: onbekend
  - C-Klasse: onbekend

- Seizoen 1904/05:
  - A-Klasse: Bremer SC 1891
  - B-Klasse: onbekend
  - C-Klasse: FC Roland
  - D-Klasse: onbekend

- Seizoen 1905/06:
  - A-Klasse: FV Werder 1899 Bremen
  - B-Klasse: onbekend
  - C-Klasse: onbekend
  - D-Klasse: onbekend

- Seizoen 1906/07:
  - 1a-Klasse: Bremer SC 1891
  - 1b-Klasse: FC Lloyd
  - 3a-Klasse: Verein SuS 1896 Bremen II
  - 3b-Klasse: Bremer SC 1891 IV